# Romeo and Juliet (1968)
Romeo and Juliet é um filme ítalo-britânico de 1968, do gênero drama, dirigido por Franco Zeffirelli, com roteiro baseado na obra-prima teatral Romeu e Julieta, de William Shakespeare.
Foi filmado inteiramente na Itália, em diversas locações.

## Elenco
- Leonard Whiting .... Romeu Montecchio
- Olivia Hussey .... Julieta Capuleto
- John McEnery .... Marte
- Milo O'Shea .... Frei Lourenço
- Pat Heywood .... Ama de Julieta
- Robert Stephens .... Príncipe de Verona
- Michael York .... Teobaldo
- Bruce Robinson .... Benvólio
- Paul Hardwick .... Lorde Capuleto
- Natasha Perry .... Lady Capuleto
- Antonio Pierfederici .... Lorde Montecchio
- Esmeralda Ruspoli .... Lady Montecchio
- Laurence Olivier .... Prólogo e epílogo - voz

## Principais prêmios e indicações
Oscar 1969 (EUA)
- Venceu nas categorias de melhor fotografia e melhor figurino.
- Indicado nas categorias de melhor filme e melhor diretor.

Globo de Ouro 1969 (EUA)
- Venceu nas categorias de melhor filme estrangeiro em língua inglesa, melhor revelação masculina (Leonard Whiting) e melhor revelação feminina (Olivia Hussey).
- Indicado nas categorias de melhor diretor e melhor trilha sonora.

BAFTA 1969 (Reino Unido)
- Venceu na categoria de melhor figurino.
- Indicado nas categorias de melhor diretor, melhor ator coadjuvante (John McEnery), melhor atriz coadjuvante (Pat Heywood)

## Trilha Sonora
Mundialmente famosa, a canção-tema do filme foi gravada por Johnny Mathis - "A time for us"

## Polémica
Os atores Olivia Hussey e Leonard Whiting abriram em janeiro de 2023 um processo contra o estúdio de cinema da Paramount, acusando-o de exploração sexual infantil por uma cena de nudez no filme “Romeu e Julieta”, quando ambos eram adolescentes. O processo alega que o realizador prometeu aos atores que o filme não apresentaria nudez e, em vez disso, usaria roupas íntimas na cena da cama necessária para a narrativa.